# Karl Weigl
Karl Ignaz Weigl (Vienna, 6 febbraio 1881 – New York, 11 agosto 1949) è stato un compositore e pianista austriaco naturalizzato statunitense.

## Biografia
Weigl studiò con Alexander von Zemlinsky nel 1896 e successivamente andò al Franz-Joseph-Gymnasium. Continuò i suoi studi presso l'Accademia di musica di Vienna, dove fu allievo di Robert Fuchs, e presso l'Università di Vienna. Fu direttore del Wiener Staatsoper tra il 1904 e il 1906. Nel 1930 fu nominato professore di composizione all'Università di Vienna.
Si trasferì negli Stati Uniti d'America, insieme al figlio e alla seconda moglie, Vally Weigl. Insegnò alla Hartt School of Music, al Brooklyn College, al Conservatorio di Boston e, dal 1948, alla Philadelphia Academy of Music.

## Opere principali

### Sinfonie
- Sinfonia n. 1 in mi maggiore, op. 5 (1908)
- Sinfonia n. 2 in re minore, op. 19 (1922)
- Sinfonia n. 3 (1931)
- Sinfonia n. 4 in fa minore (1936)
- Sinfonia n. 5 (1945)
- Sinfonia n. 6 in la minore (1947)

### Opere per orchestra
- Concerto per violino in re maggiore (1928)
- Concerto per pianoforte n. 2 in fa minore, op. 21 (1931)

### Musica da camera
- Quartetto per archi n. 1 in do minore, op. 20 (1905/1906)
- Quartetto per archi n. 2 in mi maggiore (1906)
- Quartetto per archi n. 3 in la maggiore, op. 4 (1909)
- Quartetto per archi n. 4 in re minore (1924)
- Quartetto per archi n. 5 in sol maggiore, op. 31 (1933)
- Quartetto per archi n. 6  (1939) [2]
- Quartetto per archi n. 7 in fa minore (1941-2) [3]
- Quartetto per archi n. 8 in re maggiore (1949)